# Yacoub (album)
Pour les articles homonymes, voir Yacoub.
Albums de Gabriel Yacoub (ex-Malicorne)
Tri (compilation)
(1999) The simple things we said (compilation)
(2002)
:Yacoub: est le septième album solo de Gabriel Yacoub. Sorti à l'automne 2001, il s'agit de son sixième album studio en solo.

## Historique
Habitué à mettre en moyenne trois ans à écrire un album, Gabriel a écrit :Yacoub: en 4 mois et avait commencé à travailler sur l'album dès avril 1999 soit deux ans seulement après la sortie de son précédent album studio Babel.

## Liste des titres
1. Mes belles anciennes compagnes 3.27
2. Si c'était 4.50
3. Gris 5.34
4. You stay here 3.07
5. Trahison 4.46
6. Pour une joie au loin 3.05
7. Dame : petite dame 2.57
8. Les rues des vieilles capitales 3.40
9. Le poids du passé 4.17
10. Je vois venir 3.11
11. L'amour marin 7.41

## Titres interprétés en concert
Gabriel a interprété (au moins une fois) sur scène tous les titres de l'album depuis sa sortie en 2001 à l'exception d'un seul, Le poids du passé.
Sur le forum de son site web, Gabriel raconte avoir interprété (accompagné seulement d'une basse) la chanson L'amour marin pour la première fois en public aux Pays-Bas, dans un pays où très peu de gens sont francophones mais où, pourtant, la chanson a ému le public. Ceci traduit le charme universel de cette chanson datant de 1953 cosignée Paul Fort / Georges Brassens dont Gabriel (contrairement à Georges Brassens en son temps) reprend ici l'intégralité du texte original de Paul Fort.

## Crédits
Tous titres écrits et composés par Gabriel Yacoub exceptés :
- 'Si c'était' & 'Les rues des vieilles capitales' (Gabriel Yacoub / Arr. Bruno Coulais)
- 'You stay here' (Richard Shindell)
- 'Le poids du passé' (Gabriel Yacoub / Hughes de Courson)
- 'L'amour marin' (Paul Fort / Georges Brassens)

Produit par Boucherie Productions et cédé à Celluloïd | Mélodie en 2001.
Réalisé par Gabriel Yacoub & Yannick Hardouin, sauf 3, 5 & 6 : réalisés par Gabriel Yacoub & Hughes de Courson modelés avec Patrice Clémentin, à la maison.
Enregistré au "Studio 2", Courbevoie & au "Studio Mikeli", Paris par Didier Lemarchand entre avril 2000 & juillet 2001, assisté de Fabrice Debuire, Hubert de Cottignies, Vincent Audouin.
Mixé & masterisé par Didier Lemarchand au "Studio Mikeli", sauf 3 : au "Studio Davout", 5 & 6 : au "Studio 2".
Arrangé par Gabriel Yacoub & les musiciens, sauf 2 & 8 : voix de A Filetta arrangées par Bruno Coulais.
Editions EMI Publishing France sauf 4 : Shindell Music | Ascap & 11 : Editions Garnier-Flammarion | Universal.
Photo : Serge Picard 
 Maquette : Gaston Riou | LNLE

## Personnel
- Gabriel Yacoub : chant, guitare acoustique, mandoline, mandoloncelle
- A Filetta : chant
- Jean-Pierre Arnoux : percussions
- Jean-Claude Auclin : violoncelle
- Sylvie Berger : chant
- Gilles Chabenat : vielle à roue
- Hughes de Courson : claviers
- Paul-Antoine de Rocca-Serra : violoncelle
- Yannick Hardouin : basse acoustique, orgue hammond
- Paul Jothy : percussions
- Jorgi Kornazov : trombone
- Fayçal Kourrich : violon
- Ronan Le Bars : uillean pipes
- David Lewis : trompette, bugle
- Nicolas Yvan Mingot : guitares électriques & acoustiques
- Nathalie Rivière : violon
- Martin Saccardy : trompettes
- Ludo Vandeau : chant